# Artesonado

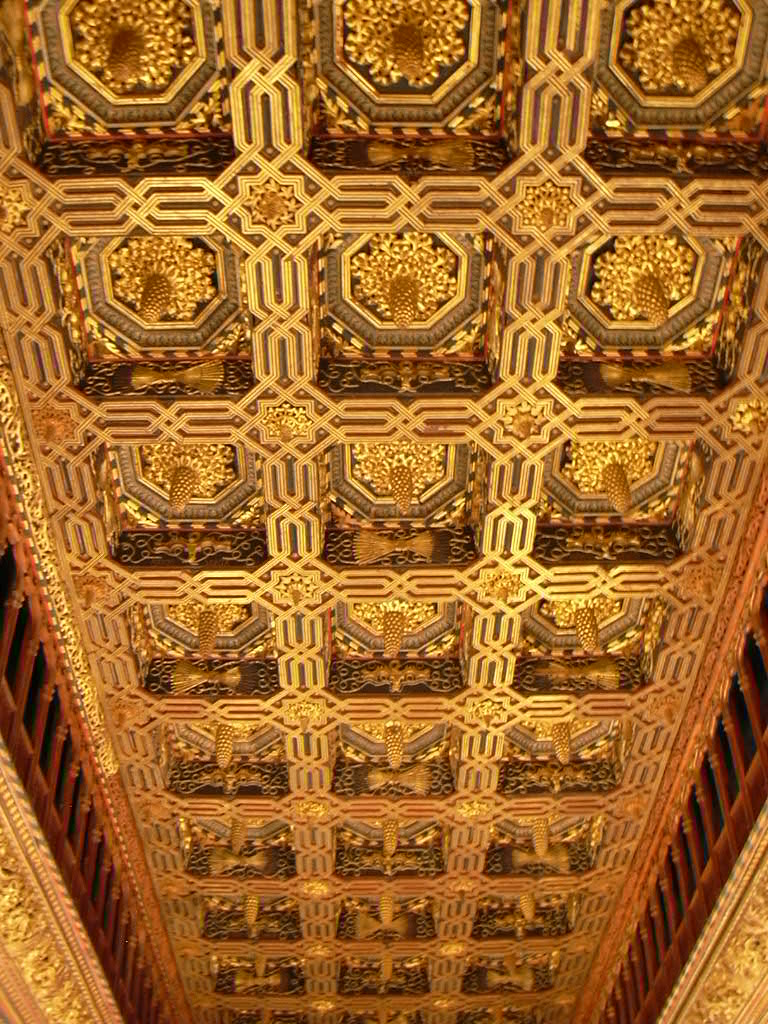
Artesonado en la Aljafería de Zaragoza (España).

Artesonado es el techo, armadura o bóveda con artesones (de madera, piedra u otros materiales) y con forma de artesa invertida.

## Características

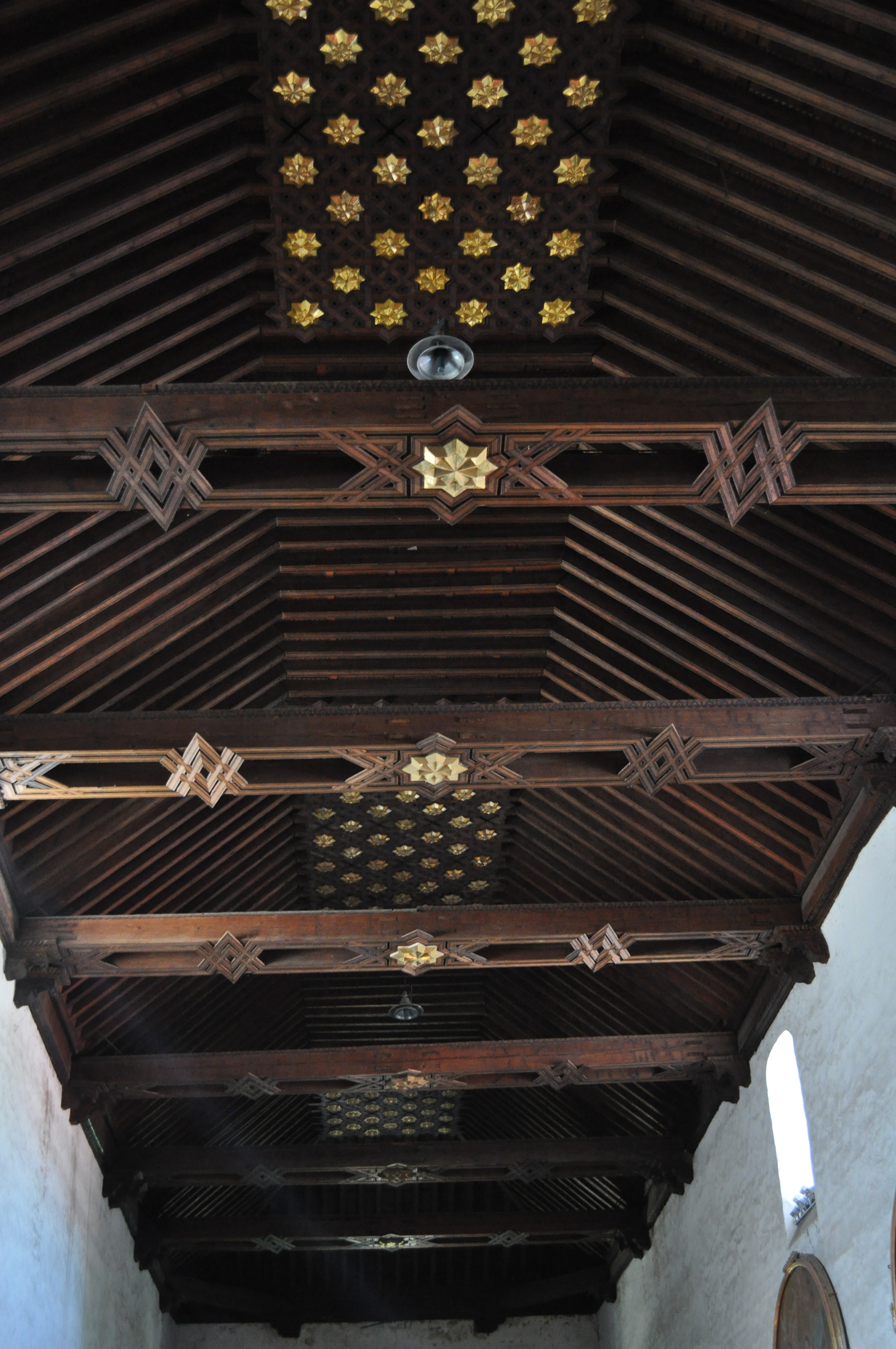
Armadura en la catedral de Tlaxcala (México).

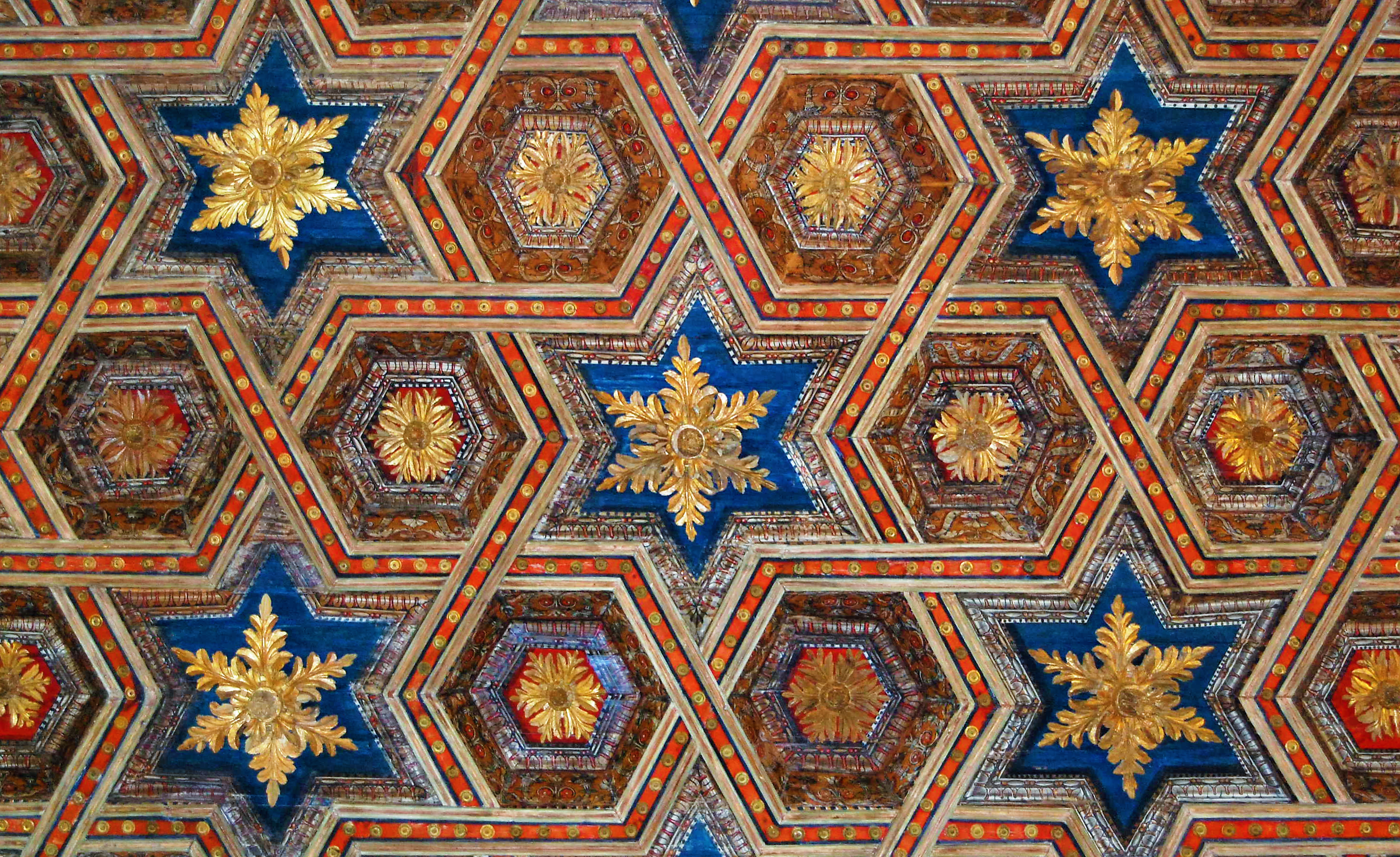
Detalle del artesonado en lacería del Paraninfo de la Universidad de Alcalá.

Artesón es el elemento constructivo cóncavo, poligonal, moldurado y con adornos, que dispuesto en serie constituye el artesonado. Proviene de la palabra artesa.

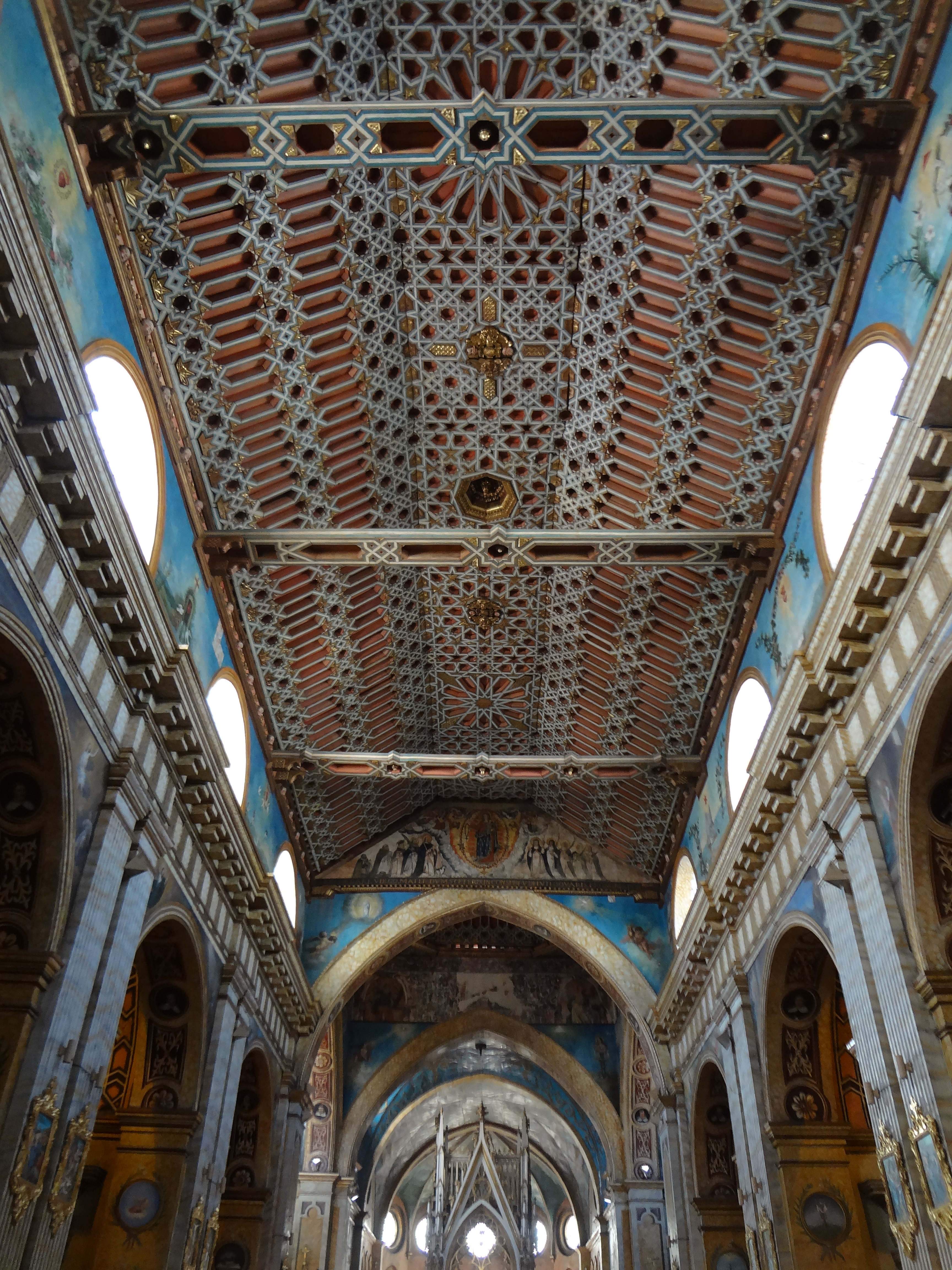
Artesonado mudéjar del siglo XVII, iglesia de Santo Domingo de Quito.

Pueden ser maderas o vigas situadas en las techumbres, cuyos huecos se cubren de adornos. Generalmente este nombre se refiere a toda techumbre con decoración de madera, que resuelve los problemas estructurales de los edificios, y muy especialmente la realización de forjados de piso y armaduras de cubierta. Se usan en la arquitectura mudéjar y andalusí.
Destacan los artesonados de la catedral de Teruel, los alcázares de Sevilla, el salón Mudéjar de Jaén, la sinagoga del Tránsito de Toledo, y los que existían en el palacio de los duques de Maqueda de Torrijos, parte de los cuales se encuentran en el Museo Arqueológico Nacional de España, así como en varios templos virreinales de México y el Perú como el Museo de la Inquisición y el Congreso de Lima.
Pese a lo costoso de su transporte y la dificultad técnica de su ensamblaje, muchos artesonados españoles fueron vendidos en el siglo XX y algunos se conservan poco alterados en el Museo Metropolitano de Nueva York, el Instituto Helenístico de la Ciudad de México, el Museo de Bellas Artes de San Francisco, Thomas_Aquinas_College de Condado de Ventura, Museo de Arte de Worcester o el Castillo Hearst.